# البطنة (بني العوام)

تعديل مصدري - تعديل

البطنة هي إحدى قرى عزلة بني العوام بمديرية بني العوام التابعة لمحافظة حجة، بلغ تعداد سكانها 151 نسمة حسب تعداد اليمن لعام 2004.